# Manifesto da Poesia Pau-Brasil
Manifesto da Poesia Pau-Brasil é um manifesto redigido pelo escritor brasileiro Oswald de Andrade, apresentando as noções estéticas que iriam nortear o seu trabalho em poesia e o de outros modernistas brasileiros, influenciando também a escrita de poetas estrangeiros, como o francês Blaise Cendrars.

## Origem
Foi publicado pelo Correio da Manhã, em 18 de março de 1924, é do mesmo ano do Manifesto Surrealista, do escritor André Breton. O Manifesto (bem como o livro relacionado a ele, Pau-Brasil, terminado em 1924) demonstra que o Brasil estava acompanhando plenamente o movimento das vanguardas européias. O texto era, naquele momento, uma forma de expressão pós-portuguesa plena e autonomamente afirmada. Oswald defende uma poesia que seja ingênua, mas ingênua no sentido de não contaminada por regras preestabelecidas para pensar e fazer arte,  basicamente primitivista, embora agregando a esta forma de escrever (associada ao Surrealismo apenas no desejo de revelar o primitivo do ser humano) outras características inspiradas na poesia de vanguarda européia, como a síntese expressa no trabalho de cubistas e expressionistas.

## Características gerais do manifesto
O manifesto foi desenvolvido pelo autor em tom de paródia e de festa, algo como uma prosa poética pautada por aforismos, naquilo que se chamava nas vanguardas da, época de linguagem telegráfica, por influxo do futurismo e do cubismo. Oswald expressa nele o desejo de que o Brasil passe a ser cultura de exportação, como foi a árvore pau-brasil. Defende também que a sua poesia seja um produto cultural que não deva nada à cultura europeia e que possa, inclusive, vir a influenciá-la.
O autor busca fazer um papel poético original e espontâneo, embora cite algumas diretrizes para a construção de um poema Pau-Brasil, como a síntese e o "desvio linguístico" , por exemplo. Antagoniza com as formas de arte da época no Brasil, as quais ainda estavam completamente dominadas pelo espírito da imitação, propondo uma poesia revolucionária, embora não se esteja falando aqui em revoluções políticas, como pode parecer a quem leu o (posterior) Manifesto Antropófago, este sim, mais próximo do Surrealismo engajado de André Breton. Pode-se considerar este manifesto como a manifestação de uma vanguarda tropicalista, ou primitivista. 
Com relação à forma do manifesto, pode-se dividi-lo em três momentos ou movimentos, se considerarmos o poema como algo vivo: o primeiro vai até o quarto verso; o segundo do quinto ao décimo verso e o terceiro finaliza o poema.
Na primeira parte, o autor descreve o espaço presente, como as plantações de café e o sol escaldante dos trópicos. Mantendo o tom de festa, a paisagem é descrita de forma a passar a noção de movimento, como se esta estivesse de fato viva: o orvalho reluz o café-ouro, torrefações são armadas ao sol, passarinhos assoviam de calor.
O segundo momento brada a chegada de cruzados, que são os novos bandeirantes em busca do ouro plantado. Nesse sentido, evoca-se o tempo antigo em que os reais cruzados existiam. Recorda também os bandeirantes, os portugueses senhores das fazendas de engenho. Como a crítica está intrínseca à personalidade de Oswald de Andrade e, possível dizer, à de todos os modernistas, o autor diz que esses senhores plantavam fazendas como sementes, entretanto criavam filhos nas senhoras e nas escravas.
O terceiro e último momento justapõe o passado e o presente. Segundo ele, as raízes coloniais vingam os frutos da burguesia nascente. É um contraste, não de espacialidades, mas de tempos.
Pode-se dizer que o poema é organizado em unidades e referências históricas. Recupera o passado, explica o presente e preparar o futuro. Pode simplesmente ser um “eu-lírico” que vê tudo de cima, como uma câmera que abre o ângulo. 
Oswald atenta, durante todo o manifesto, para a necessidade dos brasileiros estarem voltados à realidade do país de forma bem mais intensa do que o que realmente é feito, vendo assim o Brasil de "dentro para fora". Ele era completamente contra uma certa visão estereotipada e preconceituosa típica das belas-artes européias que dominaram o Brasil por muito tempo. 
A poesia Pau-Brasil pretendia então, da mesma forma que a primeira riqueza brasileira, a árvore de mesmo nome, se revestir de um caráter primitivista, assumindo criticamente os contrastes históricos e culturais aos quais a população do país foi submetida. É uma tentativa de síntese capaz de unir o "lado doutor" da cultura brasileira com o lado popular. Esse manifesto também apresenta uma proposta de literatura vinculada à realidade, a partir de uma visão concreta, possiblitando uma tomada de consciência de si mesmo e uma "redescoberta do Brasil".
- A poesia existe nos fatos. Os casebres de açafrão e de ocre nos verdes da Favela sob o azul cabralino são fatos estéticos.

- A língua sem arcaísmos, sem erudição. Natural e neológica. A contribuição milionária de todos os erros. Como falamos. Como somos.

## Legado
Pode-se dizer que o Manifesto da poesia Pau-Brasil, tão importante, como se sabe, para a poesia modernista, embora fosse essencialmente estético, trazia em seu bojo os germes do que seria o antropofagismo, também criado por Oswald. A poesia Pau-Brasil reivindicava uma linguagem natural, avessa ao bacharelismo e pedantismo, conclamava a originalidade nativa. O primitivismo como imaginação, liberdade de espírito, a junção do moderno e do arcaico brasileiro culminando com uma revolução artística e cultural tendo por base as raízes primitivas do povo brasileiro. Note-se o quanto o Manifesto dá ênfase no "desvio" e nos "neologismos naturais". Não há dúvida de que estas concepções inspiraram o trabalho de Guimarães Rosa e de Manoel de Barros, por exemplo, este último se intitulando como "vanguarda primitiva".
Por outro lado, a síntese, a concisão, a invenção, a surpresa, etc, apregoada no manifesto Pau-Brasil e demonstrada nos primeiros poemas de Oswald, resultaram numa poesia de síntese como a praticada por Carlos Drummond de Andrade, João Cabral de Mello Neto e o Concretismo e seus sub-produtos, se encontrando na raiz de todas estas evoluções da poesia brasileira.